# Dopo il lungo inverno
Dopo il lungo inverno è il nono album dei Modena City Ramblers (l'ottavo in studio), uscito il 3 novembre 2006. Contiene 16 brani inediti e segna il ritorno dei Modena City Ramblers sul mercato discografico a un anno dall'abbandono del loro storico cantante solista "Cisco" Bellotti e a dieci mesi dall'entrata nella band delle nuove voci Davide "Dudu" Morandi e Elisabetta "Betty" Vezzani. Il disco, come il precedente, Appunti partigiani, è pubblicato dall'etichetta Mescal (anche management della band) e ha distribuzione nazionale Universal.

## Descrizione
Il titolo metaforicamente evoca l'idea di una nuova stagione, di un nuovo ciclo che si preannuncia. Dalla copertina realizzata, passando per i sedici brani inclusi e fino ai tre frammenti che ne costituiscono il momento iniziale, centrale e finale, tutto il disco risulta permeato da questa forte suggestione, che muovendo dagli evidenti rimandi alla cultura contadina, dipinge un multiforme quadro di “rinascita": personale, politica, ideale, quasi come se l'attualità che ha segnato la storia d'Italia e del mondo globalizzato nel 2006 venisse a intrecciarsi con le vicende private della band e con i sogni, le scelte di vita e le aspirazioni dei suoi singoli componenti.
In un'epoca di musica sempre più "consumata" in modo frammentario, superficiale e veloce, i Ramblers realizzano un disco lungo, studiato, ponderato, eclettico e meticcio che costituisce innanzitutto una risposta "politica" a una scena discografica e a una cultura monodimensionale che impone, o vorrebbe imporre, un suono e una canzone, sempre la stessa rassicurante nenia per palati addomesticati. Un disco che vuole per questo essere un grande ponte tra la band e il suo pubblico, che ne ha decretato la popolarità e il successo proprio perché nei Ramblers vede dei compagni che nella musica cercano le stesse semplici, ma meravigliosamente grandi, cose: la condivisione, il divertimento, la passione, la militanza, la gioia e l'affermazione di valori etici e politici.
Dal punto di vista sonoro, gli stili e le ispirazioni si rincorrono lungo il disco, con evidenti rimandi alle musiche più amate dai Ramblers, il folk europeo, celtico e balcanico, i ritmi latini, sudafricani e mediorientali, il rock e la musica d'autore, mentre per i testi la tradizionale sensibilità "folk", rivolta all'attualità politica e sociale e alle esperienze di viaggio della band, si impreziosisce di spunti "intimistici" e poetici, andando a creare un composito quadro musicale che riafferma l'identità poliedrica della band emiliana. Un'identità che è ormai da anni un tratto distintivo e originale e che definisce il "suono MCR".
La ricchezza espressiva acquista nuova forza grazie alle possibilità date dalle sfumature particolari e diverse delle voci di Betty e Dudu, unite alla maturità e alla duttilità strumentale del nucleo storico della band: "Kaba" Cavazzuti, Franco D'Aniello, Massimo Ghiacci, "Fry" Moneti e Roberto Zeno, affiancati dal 2003 da Luca "Gaby" Giacometti.

## Contributi al disco
Registrato tra la primavera e l'estate del 2006 presso l'abituale base dello Studio Esagono di Rubiera, nella campagna di Reggio Emilia, il disco si avvale della geniale e accurata produzione del famoso produttore inglese Peter Walsh (Simple Minds, Peter Gabriel, Afro Celt Sound System, Pulp, Scott Walker tra le sue collaborazioni), con il quale i Ramblers hanno anche arrangiato le canzoni, tutte composte dalla band e che i Ramblers avevano conosciuto all'Esagono durante le registrazioni di Onda dei Fiamma Fumana.
Alle registrazioni hanno partecipato vari ospiti di prestigio: il famoso componente dei The Pogues Terry Woods (uno dei "padri fondatori" del nuovo folk irlandese, già membro degli Sweeney's Men e Steeleye Span), la brass band macedone Original Kocani Orkestar, capitanata dal virtuoso della tromba "King" Naat Veliov, Luca "Rudeman" Lombardo, rapper bolognese-catalano già con Radio Bemba e La Kinky Beat, Massimiliano Fabianelli,  fisarmonicista con i Ramblers in tour l'anno precedente, il quartetto d'archi reggiano Koiné di cui fa parte una vecchia conoscenza dei Ramblers: Filippo Chieli, il trio di fiati Giardina/Bolognesi/Castagnetti, gli amici di vecchia data Lucia Tarì ed Enzo Ciliberti, rispettivamente cantante e armonicista, il coro delle voci bianche del Teatro Comunale di Modena.
La copertina, realizzata da Paolo De Francesco, storico collaboratore grafico della band, viene proposta in quattro edizioni alternative che si differenziano per il colore dell'albero raffigurato (che rimanda alle quattro stagioni), nonché una limited edition messa in commercio solo attraverso internet e il merchandising MCR.

## Tracce
1. Prologo – 0:32
2. Quel giorno a primavera – 3:12
3. La musica del tempo – 5:36
4. Tota la sira – 4:14
5. Oltre la guerra e la paura – 4:41
6. Le strade di Crawford – 4:17
7. Western Union – 4:33
8. Mia dolce rivoluzionaria – 3:56
9. Il paese delle meraviglie – 5:48
10. Intermezzo – 0:36
11. I prati di Bismantova – 3:53
12. Mala sirena – 4:10
13. Mama Africa – 3:07
14. Rismargo – 3:36
15. La stagioun di delinqueint – 4:09
16. Il treno dei folli – 3:29
17. Come nuvole lontane – 4:16
18. Stranger in Birkenau – 4:14
19. Epilogo – 0:43

## Formazione
- Arcangelo "Kaba" Cavazzuti - tastiera, batteria, percussioni, chitarra acustica, cori
- Franco D'Aniello - flauto, tin whistle, tromba, cori
- Massimo "Ice" Ghiacci - basso elettrico ed acustico, cori
- Luca "Gabibbo" Giacometti - bouzouki, mandolino, banjo, chitarra, cori
- Francesco "Fry" Moneti - chitarra acustica ed elettrica, chitarra baritona, violino acustico ed elettrico, mandolino, cori
- Davide "Dudu" Morandi - voce
- Betty Vezzani - voce
- Roberto Zeno - batteria, percussioni, mandolino, cori

## Collaborazioni
- Terry Woods - banjo, cittern
- Original Kocani Orkestar - fiati
- Luca “Rudeman” Lombardo - voce
- quartetto d'archi Koiné (di cui fa parte Filippo Chieli - archi
- trio di fiati Giardina/Bolognesi/Castagnetti
- Lucia Tarì - voce
- Enzo Ciliberti - armonica
- coro delle voci bianche del Teatro Comunale di Modena.
- Massimiliano Fabianelli - fisarmonica, pianoforte, tromba, che seguirà in tour i Modena City ramblers come 9º elemento